# Umeå Maria församling
Umeå Maria församling är en församling inom Svenska kyrkan i Södra Västerbottens kontrakt av Luleå stift. Församlingen ingår i Umeå pastorat och ligger i Umeå kommun, Västerbottens län.
Församlingen omfattar byn Anumark samt stadsdelarna Mariehem, Marieberg, Mariedal, Mariestrand, Marielund och Nydalahöjd.

## Administrativ historik
Umeå Maria församling bildades 1998 genom en utbrytning ur Ålidhems församling och var därefter till 2006 annexförsamling i pastoratet Ålidhem och Umeå Maria. Från 2006 till 2014 utgjorde församlingen ett eget pastorat. Från 2014 ingår församlingen i Umeå pastorat.

## Kyrkor
- Mariakyrkan